# Кламели
Кламели — газовое месторождение в Китае. Расположено в Джунгарском бассейне. Открыто в 2006 году. Начальные запасы газа составляют 100 млрд м³.
Оператор месторождении является PetroChina. Проектная добыча газа должна составить 3 млрд м³.